# Носов, Георгий Никифорович
Георгий Никифорович Носов (2 [15] апреля 1911, Юдино, Тобольская губерния — 27 августа 1970, Ленинград) — советский композитор. Участник Великой Отечественной войны, техник-интендант 1-го ранга (старший лейтенант интендантской службы). Заслуженный деятель искусств РСФСР (1957).

## Биография
Георгий Носов родился 2 (15) апреля 1911 года в крестьянской семье переселенцев с Украины в селе Юдино (Юдино-Вознесенское) Петуховской волости Ишимского уезда Тобольской губернии, ныне город Петухово — административный центр Петуховского муниципального округа Курганской области.
С детства чувствовал тяготение к музыке. В 1926 году, когда впервые появилась радиотрансляция, из радиопередач услышал о композиторах — людях, сочиняющих музыку. Решил учиться этому искусству.
С 1930 года Носов начал заниматься в Свердловском музыкальном техникуме имени П. И. Чайковского у известных уральских композиторов — Маркиана Петровича Фролова (проходившего с ним основы теории композиции) и Василия Андреевича Золотарёва.
В 1932 году переехал в Ленинград, где продолжил своё музыкальное образование на рабфаке, у профессора Михаила Ивановича Чулаки, а затем поступил в Ленинградскую государственную консерваторию. Здесь он обучался в классе композиции профессора Михаила Алексеевича Юдина.
Творческая деятельность Носова началась в Свердловске, где он пробовал свои силы в области песенного творчества. После переезда в Ленинград — работал в различных музыкальных жанрах, вплоть до оперы («Варя Строева», 1939—1940). Но его по-прежнему больше всего влекло к песне.
Осенью 1939 года был призван в армию Октябрьским РВК г. Ленинграда, служил в ансамбле Ленинградского военного округа. Призванный в армию в период советско-финляндской войны, Г. Н. Носов написал несколько песен на военную тематику, из которых в армии приобрела популярность песня о дивизии, первой прорвавшей «линию Маннергейма». В годы Великой Отечественной войны Г. Н. Носов находился в рядах Рабоче-крестьянской Красной армии, продолжая активную творческую работу. Песни Г. Н. Носова звучали в исполнении агитбригад, фронтовых ансамблей песни и пляски. Был художественным руководителем Ансамбля красноармейской песни и пляски 23-й армии Ленинградского фронта. Техник-интендант 1-го ранга, беспартийный Носов Г. Н. командовал взводом снабжения 314-го стрелкового полка 92-й стрелковой дивизии, затем взводом 22-го стрелкового полка той же дивизии.
В 1943 году был демобилизован из армии для творческой работы в Ленинградском отделении союза композиторов. В послевоенный период он написал ряд лирических песен. В 1949 году песню «У рябины» записала под баян на артельную пластинку молодая Галина Вишневская. Большая часть песен написана на слова ленинградского поэта Александра Чуркина, с которым Г. Н. Носова связывало тесное творческое содружество.
Георгий Никифорович Носов умер 27 августа 1970 года в городе Ленинграде. Похоронен на Ново-Волковском кладбище, ныне в муниципальном округе Волковское Фрунзенского района города Санкт-Петербурга.

## Награды
- Заслуженный деятель искусств РСФСР, 1957 год.
- Медаль «За боевые заслуги», 9 декабря 1942 года[5][6]:

… Георгий Носов работает в тесном содружестве с ленинградскими поэтами Александром Прокофьевым, Решетовым и другими. Сейчас композитор-фронтовик занят созданием лирического цикла «Перед боем», в котором отразит думы и чаяния бойцов. Одна песня из цикла «Эх, вы, други», посвященная мести врагам нашей Родины, уже закончена им. На днях выходит сборник фронтовых песен, написанных Носовым в дни войны. Вчера командование соединения вручило фронтовому композитору тов. Носову медаль «За боевые заслуги».— «Ленинградская правда» 15 декабря 1942 года
- В годы войны Г. Н. Носов написал героико-патриотическую кантату «Город на Неве» для солистов, хора, оркестра и чтеца, премированную на конкурсе Ленинградского отделения Союза советских композиторов СССР в 1945 году.

## Семья
Сын — Константин Георгиевич Носов (24 июля 1938, Ленинград — 29 июня 1984, София, Болгария) — известный джазовый музыкант, трубач.

## Известные сочинения
- Опера Варя Строева (по роману И. Эренбурга «Не переводя дыхания», неоконч.)
- Оперетта «Причуды ревности» (совм. с П. Э. Фельдтом, 1947)
- Кантата Город на Неве (сл. А. Решетова, В. Тогатова, Н. Глейзарова, Л. Васильевой, собств., 1944)
- Поэма Железный поток (по А. Серафимовичу, 1935)
- Баллада Могила неизвестного солдата (сл. Э. Вайнерта, 1935)
- Праздничная увертюра (к 20-летию Великого Октября, 1937)
- Русский пляс (1948)
- Лирические вариации (1936)
- Соната (1934)
- Три танца (1934)
- Украинский бальный (1950)
- Колыбельная (1930)
- Русский плавный (1953)
- Вок. цикл Песни любви (сл. А. Кольцова и собств., 1936)

Песни:
- Алтайская весна — Чуркин, А.
- Бал в Кремле — Фогельсон, С. (В зале кремлёвском огней водопад)
- Баллада о коммунарах — Бровка, П. (пер. Исаковский, М.) (Коммунары живут)
- Баллада о Ленине — Чуркин, А. (Проносятся волны в бушующей пене)
- Весенним вечером — Романов, Ю. (Под ногами чуть приметный)
- Возвращение в станицу
- Возле сада (из к/ф "Гвоздь программы") — Чуркин, А. (Над широкой над рекой, там где сад)
- Встречай, сибирская земля! — Чуркин, А. (Друзья, настало время нам проститься)
- Выйду за околицу — Кулаков, Р. (Выйду за околицу на луга росистые)
- Вьется тропка полевая — Хаустов, Л. (Замолкает песня в клубе)
- Гимн Ленину — текст народный
- Гимн Октябрю — Чуркин, А.
- Далеко—далеко — Чуркин, А.
- Два богатыря — Чуркин, А. (Сквозь туманы и сквозь тучи)
- Дорогое имя — Чуркин, А. (От предгорий Крыма)
- Есть любовь на свете — Хаустов, Л.
- Есть на свете страна — Чуркин, А.
- Ехал, да ехал — Чуркин, А.
- Ещё твой нежный светел взгляд — Чуркин, А.
- За водою шла я до криницы — Чуркин, А.
- За горами, за Карпатскими — Чуркин, А.
- За Дунаем синим — Чуркин, А. (За Дунаем синим в полдень жаркий)
- За здоровье молодых (Студенческая песня) — Чуркин, А. (Запоём, друзья)
- За Кубанью, за быстрою — Чуркин, А. (На лугу под ракитами)
- За мир и свободу — Фогельсон, С. (Ты помнишь дороги, товарищ)
- За рекой, в поле — Пагирев, Г.
- За родину! — Чуркин, А.
- За селом — Пагирев, Г.
- Заводская лирическая — Чуркин, А.
- Засверкали в море зори (Матросская песня) — Фогельсон, С. (Засверкали в море зори, братцы якорь поднимай)
- Здравствуй, страна! (Песня—марш бригад коммунистического труда) — Чуркин, А.
- Идут солдаты над рекою — Хаустов, Л.
- Ижорская—девичья — Чуркин, А. (Алые зори гаснут в Ижоре)
- Ижорские вечера — Марков, Д.
- Июльским вечером — Хаустов, Л.
- Клятва — Глейзаров, Н. (Ой вы, други)
- Когда поет моряк — Чуркин, А. (Близится вечер, затихает ветер)
- Когда шагаешь по тропе — Шошин, В.
- Колоски — Вяткина, Л.
- Колхозная песня о Сталине — Чуркин, А. (Не ветра поют звонким голосом)
- Коммунисты, вперед! Песня—марш — Пагирев, Г. Петроград. (В дыму ограды бой идет)
- Корабли уходят в море — Чуркин, А. (При весенних ярких зорях)
- Красноармейские запевки — Сурков, А.
- Ленинградская лирическая — Тогатов, В. (Милый мой товарищ, вспомним вечер)
- Ленинградские ребята — Фогельсон, С. (Ребята ленинградские)
- Лирическая песня о Сибири — Чуркин, А. (Над широкой тайгой)
- Любимой — Сурков, А.
- Любовь моя далекая — Чуркин, А. (Море в белой пене бьется)
- Люди, мы все на земле рождены — Авраменко, С.
- Марш летчиков — Гвоздев, Е.
- Марш молодых — Чуркин, А. (Ясное солнце светит над ширью полей)
- Мой город спит — Беликов, С. (Город спит)
- На родине нашей — Прокофьев, А. (От моря до моря — родная земля)
- На семи ветрах (Баллада) — Вольский, С.
- На улицах московских — Пагирев, Г. (Вся Москва озарена огнями)
- Над лесом зорька догорает — Чуркин, А. (В краю родном туманы проплывают)
- Не березка в поле белая — Чуркин, А.
- Не пой, соловушка — Решетов, Ю.
- О Родине песню пою — Чуркин, А. (На Земле много стран, где восход золотой)
- О Родине песню споем — Чуркин, А. (Где бы в мире ни был ты)
- Ой ты, Днепр широкий — Серман, Б.
- Осенняя песня — Хаустов, Л.
- Отслужу — к тебе приеду — Чуркин, А. (Посмотрю, погляжу)
- Память сердца — Вольский, С.
- Парень кудрявый — Чуркин, А. (Парень кудрявый, статный и бравый)
- Песня о красной звезде — Хаустов, Л.
- Песня о Ленинграде — Чуркин, А. (Алеет зорька молодая)[7]
- Песня о Ленинграде — Глейзаров, Н. (В золотых лучах рассвета)
- Песня о милом друге — Лозин, В.
- Песня о моем городе (Песня о Пскове) — Виноградов, И.
- Песня о моем современнике — Чуркин, А. (Тихо ночь голубая плывет за окном)
- Песня о нас с тобой — Григорьев, В.
- Песня о радости — Чуркин, А.
- Песня о родном заводе — Чуркин, А.
- Песня о Сталинских стройках — Чуркин, А. (В старину по Волге—матушке родной)
- Песня о счастье — Чуркин, А. (Широко, без конца и без края)
- Песня славянского братства — Хаустов, Л.
- Плясовая — Чуркин, А. (На дубу меж ветвей)
- Полюбил я девушку простую — Чуркин, А.
- Помнишь сад над рекой — Чуркин, А. (Помнишь сад над рекой, вешние проталины)
- Праздник в Холмогорах — творческая группа Северного хора рус. песни
- Праздничный Ленинград — Чуркин, А.
- Приходит в город ночь — Пагирев, Г. (Приходит в город ночь, звенит гитара в сквере)
- Про любовь — Фогельсон, С. (На родимой на сторонке)
- Проходили комсомольцы — Чуркин, А. (Как на зорьке ранней)
- Пусть растут сыновья — Фогельсон, С.
- Родимый край — Чуркин, А. (Выйдем, родная)
- Родина — Чуркин, А. (Ой ты, Родина моя)
- С добрым днем, Московская застава — Чуркин, А. (Над Невой широкой)
- С именем Сталина — Чуркин, А.
- Северная баллада (Пел моряк) — Чуркин, А. (В море Северном, у скал)
- Сережа—тракторист — Фогельсон, С. (Трактористу молодому)
- Сестра — Чуркин, А.
- Сибирский вальс — Пухначёв, В. (Над степью Алтая)
- Сказ о городе—герое — Решетов, Ю. (Нева моя темна, грозна)
- Славься в веках, вольный народ — Чуркин, А. (Да здравствуй и славься родная держава)[8]
- Славься, Отчизна! — Чуркин, А. (Наша Отчизна растет величаво)
- Слушай, хорошая (из к/ф "Гвоздь программы") — Чуркин, А.
- Снежная пороша — Вольский, С.
- Солдат шёл на побывку — Чуркин, А. (Издалека домой степной дорогой)
- Солдатская дума
- Солдатская песня — Чуркин, А. (Над раздольной, над родной сторонкой)
- Солдатская—лагерная — Чуркин, А. (Над степной травой шелковой)
- Спит мальчишка — Хаустов, Л.
- Спят города — Хаустов, Л.
- То не ветер — Чуркин, А. (В час любой на бой готовы)
- Ты мне пишешь опять (Песня—романс) — Хаустов, Л.
- У дуба—явора — Чуркин, А. (Над каменистым берегом)
- У рябины — Чуркин, А. (Над широкой рекой опустился задумчивый вечер)[9]
- Утренняя песня — Хаустов, Л.
- Хорошо быть молодым (из к/ф "Гвоздь программы") — Чуркин, А. (Нам хорошо вставать с зарей, друзья)
- Что мне нужно для счастья — Хаустов, Л.
- Шел дорогой деревенскою — Чуркин, А. (Шел дорогой деревенскою на побывку)
- Шел я по жизни — Хаустов, Л.
- Это Родина светлоокая — Вольский, С.
- Это твой город, парень — Авраменко, С.
- Эх, вы, други — Г. Носов
- Юный товарищ, помни! — Беликов, С.
- Я иду в день весенний — Шошин, В.
- Я иду при зореньке — Чуркин, А.